# Receptores Trk
Los receptores Trk son una familia de tirosina quinasa que regulan la fuerza sináptica y la plasticidad en el sistema nervioso de los mamíferos. Los receptores Trk condicionan la supervivencia y la diferenciación neuronal a través de diversas cascadas de señalización. Sin embargo, la activación de estos receptores también tiene importantes efectos sobre las propiedades funcionales de las neuronas.
Los ligandos comunes de los receptores Trk son las neurotrofinas, una familia de factores de crecimiento fundamentales para el funcionamiento del sistema nervioso. La unión de estas moléculas es muy concreta. Cada tipo de neurotrofina tiene una afinidad de unión diferente hacia su receptor Trk correspondiente. La activación de los receptores Trk por la unión de las neurotrofinas puede conducir a la activación de cascadas de señales que facilitan la supervivencia y otras regulaciones funcionales de las células. 

## Origen del nombretrk
Trk, a menudo pronunciada «trac», es la abreviación de receptor de tropomiosina cinasa o receptor de tirosina cinasa (por sus siglas en inglés) y no «receptor de cinasa tirosina» o «cinasa relacionada con la tropomiosina», como se confunde con frecuencia.
La familia de los receptores Trk recibe su nombre del oncogén trk, cuya identificación condujo al descubrimiento de su primer componente, TrkA. Trk, identificado por primera vez en un carcinoma de colon, se activa con frecuencia (25 %) en los carcinomas papilares de tiroides. El oncogén se generó por una mutación en el cromosoma 1 que dio lugar a la fusión de los siete primeros exones de tropomiosina con los dominios transmembrana y citoplasmáticos del entonces desconocido receptor TrkA. Los receptores Trk normales no contienen secuencias de aminoácidos o de ADN relacionadas con la tropomiosina.

## Tipos y ligandos correspondientes
Los tres tipos más comunes de receptores Trk son TrkA, TrkB y TrkC. Cada tipo de receptor tiene una afinidad de unión diferente a determinados tipos de neurotrofinas. Las diferencias en la señalización iniciada por los distintos tipos de receptores son importantes a la hora de generar diversas respuestas biológicas.
Los ligandos de neurotrofina de los receptores Trk son ligandos procesados, lo que significa que se sintetizan en formas inmaduras y luego se transforman mediante la escisión de la proteasa. Las neurotrofinas inmaduras son específicas a solo un receptor p75NTR común. Sin embargo, la escisión de proteasa genera neurotrofinas que tienen una mayor afinidad con sus correspondientes receptores Trk. Estas neurotrofinas procesadas aún pueden unirse a p75NTR, pero con una afinidad menor.

### TrkA
TrkA es una proteína codificada por en gen NTRK1 y tiene la mayor afinidad de unión al factor de crecimiento nervioso (NGF, por sus siglas en inglés). Tras la unión de NGF a TrkA se produce una dimerización inducida por ligando que provoca la autofosforilación del segmento tirosina cinasa, que a su vez activa la vía Ras-MAPK y la vía PI3K-AKT. El NGF es un factor neurotrófico y la interacción de NGF con TrkA es crucial en las acciones locales y nucleares, ya que regula los conos de crecimiento, la motilidad y la expresión de los genes que codifican la biosíntesis de las enzimas para los neurotransmisores. Las neuronas sensoriales nociceptivas peptidérgicas expresan, sobre todo, TrkA en lugar de TrkB o TrkC. El receptor TrkA se asocia a varias enfermedades como la artritis inflamatoria, el queratocono, la dispepsia funcional y, en algunos casos, la sobreexpresión se ha relacionado con la aparición de cáncer. En otros casos, como el del neuroblastoma, TrkA actúa como un indicador de pronóstico prometedor, ya que tiene el potencial de inducir la diferenciación terminal de las células cancerosas de forma dependiente del contexto.

### TrkB
TrkB tiene la mayor afinidad de unión del factor neurotrófico derivado del cerebro (BDNF, por sus siglas en inglés) y NT-4. BDNF es un factor de crecimiento que desempeña un papel importante en la supervivencia y la función de las neuronas en el sistema nervioso central. La unión de BDNF al receptor TrkB hace que se activen muchas cascadas intracelulares que regulan el desarrollo y la plasticidad neuronal, la potenciación a largo plazo y la apoptosis.
Aunque tanto BDNF como NT-4 tienen una alta especificidad a TrkB, no son intercambiables. En un estudio con ratones en el que se sustituyó la expresión BDNF por NT-4, el ratón con la expresión NT-4 mostró ser más pequeño y con una fertilidad menor.
Recientemente, los estudios también indican que el receptor TrkB está asociado con la enfermedad de Alzheimer y la depresión post ictus.

### TrkC
La TrkC se activa generalmente con la unión a NT-3 y tiene poca activación por otros ligandos (TrkA y TrkB también se unen a NT-3, pero en menor medida). TrkC se expresa principalmente en las neuronas sensoriales propioceptivas. Los axones de estas neuronas sensoriales propioceptivas son mucho más gruesos que los de las neuronas sensoriales nociceptivas, que expresan TrkA.

## Regulación por p75NTR
El p75NTR (receptor de neurotrofina p75) afecta a la afinidad de unión y a la especificidad de la activación del receptor Trk por las neurotrofinas. La presencia de p75NTR es especialmente importante en el aumento de la afinidad de unión de NGF a TrkA. Aunque las constantes de disociación de p75NTR y TrkA son muy similares, su cinética es bastante diferente. La reducción y la mutación de los dominios citoplasmáticos y transmembrana de TrkA o p75NTR impiden la formación de puntos de unión de alta afinidad en TrkA. Sin embargo, la unión de ligandos en p75NTR no es necesaria para promover la unión de alta infinidad. Por lo tanto, los datos indican que la presencia de p75NTR afecta a la conformación de TrkA, de forma preferente el estado del punto de unión de alta afinidad para NGF. Sorprendentemente, aunque la presencia de p75NTR es esencial para promover la unión de alta afinidad, la unión de NT3 al receptor no es necesaria.
Además de afectar a la afinidad y la especificidad por los receptores Trk, el receptor de neurotrofina P75 (P75NTR) también puede reducir la ubiquitinación del receptor inducida por el ligando y retrasar la internalización y la degradación del receptor.

## Funciones importantes en la diferenciación y la función

### Supervivencia y proliferación de las células precursoras
Numerosos estudios, tanto in vivo como in vitro han demostrado que las neurotrofinas tienen efectos de proliferación y diferenciación en los precursores neuroepiteliales del SNC, las células de la cresta neural o los precursores del sistema nervioso entérico. La TrkA que expresa NGF no solo aumenta la supervivencia de las clases delta C y A de las neuronas nociceptivas, sino que también afecta a las propiedades funcionales de dichas neuronas. Como ya se ha mencionado, BDNF mejora la supervivencia y la función de las neuronas del SNC, en particular las neuronas colinérgicas del cerebro anterior basal, así como las neuronas del hipocampo y del córtex.
BDNF pertenece a la familia de los factores de crecimiento de las neurotrofinas y afecta a la supervivencia y la función de las neuronas en el sistema nervioso central, en particular en las regiones del cerebro susceptibles de degeneración en enfermedad de Alzheimer. BDNF mejora la supervivencia de las neuronas colinérgicas del cerebro anterior basal, así como de las neuronas del hipocampo y del córtex.
Se ha demostrado que la TrkC que expresa NT3 promueve la proliferación y la supervivencia de las células de la cresta neural cultivadas, los precursores de oligodendrocitos y la diferenciación de los precursores de las neuronas del hipocampo.

### Control del objetivo de la inervación
Cada una de las neurotrofinas mencionadas anteriormente promueve el crecimiento de las neuritas. La señalización de NGF y TrkA regula el avance de los conos de crecimiento de las neuronas simpáticas; incluso cuando las neuronas reciben apoyo trófico adecuado (de mantenimiento y nutrición), un experimento demostró que no crecen en compartimientos relacionados sin NGF. El NGF aumenta la inervación de los tejidos que reciben inervación sensorial o simpática e induce una inervación aberrante en tejidos que normalmente no están inervados.
La señalización de NGF y TrkA regula al alza BDNF, que se transporta a los terminales periféricos y centrales de las neuronas sensoriales nociceptivas. En la periferia, la unión de TrkB a BDNF y TrkB a NT-4 sensibiliza de forma aguda la vía nociceptiva que requiere la presencia de mastocitos.

### Función de las neuronas sensoriales
Los receptores Trk y sus ligandos (las neurotrofinas) también afectan a las propiedades funcionales de las neuronas. Tanto NT-3 como BDNF son importantes en la regulación y desarrollo de las sinapsis que se forman entre las neuronas aferentes y las neuronas motoras. El aumento de la unión de NT-3 a TrkC da lugar a mayores potenciales postsinápticos excitatorios (EPSP, por sus siglas en inglés) monosinápticos y a una reducción de componentes polisinápticos. Por otro lado, el aumento de la unión de NT-3 a TrkB a BDNF tiene un efecto contrario, la reducción del tamaño de EPSP monosinápticos y el aumento de la señalización polisináptica.

### Formación de la columna de dominancia ocular
En el desarrollo del sistema visual en los mamíferos, los axones de cada ojo atraviesan el núcleo geniculado lateral (LGN, por sus siglas en inglés) y terminan en capas separadas de la corteza estriada. Sin embargo, los axones de cada LGN solo pueden conducirse por un lado del ojo, pero no por los dos a la vez. Estos axones, que terminan en la capa IV de la corteza estriada, dan lugar a las columnas de dominancia ocular. Un estudio muestra que la densidad de los axones inervadores en la capa IV de LGN se puede aumentar por el BDNF exógeno y reducir por un eliminador del BDNF endógeno. Por lo tanto, se plantea la posibilidad de que ambos agentes estén implicados en algún mecanismo de clasificación del que aún no se sabe mucho. Estudios anteriores con gatos han demostrado que la privación monocular se produce cuando no hay aporte a uno de los ojos de los mamíferos durante el período crucial (ventana crucial). Sin embargo, un estudio mostró que la infusión de NT-4 (un ligando de TrkB) en la corteza visual durante el período crucial evita muchas consecuencias de la privación monocular. Es sorprendente que, incluso después de perder las respuestas durante el período crucial, se ha demostrado que la infusión de NT-4 es capaz de restaurarlas.

### Fuerza y plasticidad sináptica
En el hipocampo de los mamíferos, los axones de las células piramidales CA3 se proyectan hacia las células CA1 a través de los colaterales de Schaffer. La potenciación a largo plazo (LTP, por sus siglas en inglés) puede producirse en cualquiera de estas vías, pero es específica solo a la que se estimula con el tétanos. El axón estimulado no repercute en la otra vía.Los receptores TrkB se expresan en la mayoría de estas neuronas del hipocampo, como las células granulares dentadas, las células piramidales CA3 y CA2 y las interneuronas inhibitorias. La LTP puede verse muy reducida por los mutantes BDNF. En un estudio similar sobre un mutante de ratón con expresión reducida de los receptores TrkB, la LTP de las células CA1 se redujo de forma significativa. La pérdida de TrkB también se relaciona con la interferencia en la adquisición y consolidación de la memoria en muchos paradigmas de aprendizaje.

## Función de los oncogenes Trk en el cáncer
Aunque al principio, en 1982, se identificó como una fusión oncogénica, solo recientemente se ha restablecido el interés por la familia Trk en relación con su papel en el cáncer en humanos debido a la identificación de las fusiones de los genes NTRK1 (TrkA), NTRK2 (TrkB) y NTRK3 (TrkC) y otras alteraciones oncogénicas en varios tipos de tumor. Más concretamente, la expresión diferencial de los receptores Trk se correlaciona de manera estrecha con el pronóstico y el resultado de una serie de tumores malignos, como el neuroblastoma. TrkA se considera un marcador de buen pronóstico, ya que puede inducir la diferenciación terminal de las células, mientras que TrkB se asocia a un mal pronóstico, debido a su correlación con la amplificación de MYCN. Como resultado, los inhibidores Trk se han estudiado como una futura vía de tratamiento en el campo de la medicina de precisión. Los inhibidores Trk estaban (en 2015) en ensayos clínicos y demostraron ser prometedores en la reducción de tumores en los humanos.

### Inhibidores Trk en desarrollo
Entrectinib (antes RXDX-101, nombre comercial Rozlytrek), es un fármaco desarrollado por Ignyta, Inc., que tiene actividad antitumoral. Se trata de un inhibidor de la tirosina cinasa (TKI, por sus siglas en inglés) del receptor pan-trk selectivo dirigido a las fusiones genéticas de TrkA, TrkB y TrkC (codificadas por los genes NTRK1, NTRK2 y NTRK3) que se encuentra en fase 2 de pruebas clínicas. 
Inicialmente dirigido a los sarcomas de tejidos blandos, en noviembre de 2018 se aprobó Larotrectinib (de nombre comercial Vitrakvi) como un inhibidor de diagnóstico tisular de TrkA, TrkB y TrkC desarrollado por Array BioPharma para tumores sólidos con mutaciones de fusión NTRK.

## Vías de activación
Los receptores Trk se dimerizan en respuesta al ligando, al igual que otros receptores tirosina cinasa. Estos dímeros se fosforilan entre sí y potencian la actividad catalítica de la cinasa. Los receptores Trk afectan al crecimiento y la diferenciación neuronal mediante la activación de diversas cascadas de señalización. Las tres vías conocidas son la PLC, la RAS-MAPK (proteína quinasa activada por mitógenos) y la PI3K (fosfatidilinositol 3 cinasa). Estas vías implican la intercepción de los programas de muerte celular nuclear y mitocondrial. Estas cascadas de señalización conducen, al final, a la activación del factor de transcripción CREB (unión al elemento de respuesta de AMPc), que a su vez activa a los genes diana.

### Las vías PKC
La unión de la neurotrofina conduce a la fosforilación de la fosfolipasa C (PLC, por sus siglas en inglés) por el receptor Trk. Esta fosforilación de PLC induce a una enzima a catalizar la descomposición de los lípidos en diacilglicerol e inositol (1, 4, 5). El diacilglicerol puede activar de forma indirecta la PI3 cinasa o varias isoformas de proteínas cinasa C (PKC, por sus siglas en inglés), mientras que el inositol (1, 4, 5) favorece la liberación de calcio de las reservas intracelulares.

### La vía Ras-MAPK
La señalización a través de la vía Ras-MAPK es importante para la diferenciación inducida por neurotrofina de las células neuronales y de neuroblastoma. La fosforilación de los residuos de tirosina en los receptores de Trk conduce a la activación de las moléculas Ras, H-Ras y K-Ras. H-Ras se encuentra en balsas de lípidos, incrustada dentro de la membrana plasmática, mientras que K-Ras se encuentra, de manera predominante, en la región desordenada de la membrana. RAP, una molécula ligada a la vesícula que también participa en la cascada, se sitúa en la región intracelular.
La activación de estas moléculas da lugar a dos vías MAP cinasa alternativas. Erk 1 y 2 se puede estimular a través de las cascadas de activación de K-Ras, Raf1 y MEK 1 y 2, mientras que ERK5 se estimula a través de las cascadas de activación de B-Raf, MEK5 y Erk 5. Sin embargo, aún se desconoce si la PKC (proteína cinasa C) puede activar la MEK5.

### La vía PI3
La señalización de la vía PI3 es crucial tanto para la mediación de la supervivencia inducida por neurotrofinas como para la regulación del tráfico vesicular. El receptor trk estimula los heterodímeros PI3K, lo que provoca la activación de las cinasas PDK-1 y Akt. Akt, a su vez, estimula FRK (factor de transcripción de la familia Forkhead), BAD y GSK-3.

### TrkA frente a TrkC
Algunos estudios indican que el acoplamiento de NGF con TrkA provoca una activación preferente de la vía Ras-MAPK, mientras que el acoplamiento de NT3 con TrkC provoca una activación preferente de la vía PI3.